# 蕭嵩
蕭 嵩（しょう すう、生年不詳 - 749年）は、唐代の官僚・政治家。

## 経歴
渝州長史の蕭灌（蕭鈞の子で、蕭巋の子の蕭珣の孫）の子として生まれた。蕭嵩はひげが美しく、容貌と態度がすぐれて麗しかった。会稽の賀晦の娘を妻に迎えた。神龍元年（705年）、蕭嵩は洺州参軍に任じられた。ほどなく桓彦範が洺州刺史として出向してくると、蕭嵩は桓彦範に重んじられて礼遇を受けた。景雲元年（710年）、醴泉県尉に転じた。姉妹の夫である陸象先が宰相となると、蕭嵩は引き立てられて殿中侍御史となった。開元初年、中書舎人となった。崔琳・王丘・斉澣らと同僚だったが、蕭嵩には学問が少ないため認められず、ひとり紫微令の姚崇に認められた。宋州刺史を経て、三度異動して尚書左丞・兵部侍郎となった。
開元14年（726年）、蕭嵩は兵部尚書として朔方節度使を兼ねた。開元15年（727年）、河西節度使の王君㚟が連年吐蕃を攻撃していたところ、吐蕃の大将の悉諾邏恭禄と燭龍莽布支が瓜州を攻め落とし、瓜州刺史の田元献と王君㚟の父の王寿を捕らえ、城中の軍資や倉の食糧を略奪し、その城を破却して去った。さらに吐蕃が玉門軍と常楽県を攻めると、県令の賈師順が籠城して固く守り、吐蕃軍を撤退させた。ほどなく王君㚟が回紇諸部により甘州の鞏筆駅で殺されたことから、河西・隴西地方は震駭した。玄宗は王君㚟が勇将で無謀であったことから、難に遭ったものとみなし、蕭嵩を兵部尚書・河西節度使に任じ、判涼州事をつとめさせた。蕭嵩は裴寛・郭虚己・牛仙客を幕下に加えたいと求め、さらに左金吾衛将軍の張守珪を瓜州刺史とするよう求め、州城を修築させ、人民を招撫させた。蕭嵩は銀青光禄大夫の位を加えられた。ときに悉諾邏恭禄が威名を振るっていたことから、蕭嵩は吐蕃に反間の使者を送り、悉諾邏恭禄がひそかに唐と通じていると言わせたため、吐蕃のティデ・ツクツェンは悉諾邏恭禄を召し出して処刑した。開元16年（728年）秋、吐蕃の悉末明が兵を率いて瓜州を攻撃すると、張守珪が出兵してこれを撃退した。隴右節度使の張志亮が兵を率いて青海湖の西南の馮波谷にいたり、吐蕃軍と白兵戦し、これを破った。8月、蕭嵩はまた副将の杜賓客に弩手4000人を与えて派遣すると、吐蕃軍と祁連城下で戦って撃破した。蕭嵩は同中書門下三品（宰相）の任を加えられた。
開元17年（729年）、宇文融と裴光庭が宰相となると、蕭嵩は河西節度使のまま中書令を兼ねた。集賢院大学士・知集賢院事・監修国史を加えられ、金紫光禄大夫の位に進められた。ほどなく徐国公に封じられた。開元21年（733年）2月、裴光庭が死去すると、玄宗は裴光庭に代わる宰相の人選を委ね、蕭嵩は右丞の韓休を推挙した。韓休が宰相となると、蕭嵩は宰相からの退任を願い出て、尚書右丞に任じられ、宰相を罷免された。
開元24年（736年）、蕭嵩は太子太師に任じられた。幽州節度使の張守珪が宦官の牛仙童に賄賂を贈った罪に問われて、括州刺史に左遷された。蕭嵩はかつて牛仙童に賄賂を贈ったことがあり、李林甫にこれを告発されて、青州刺史に左遷された。ほどなく再び太子太師に任じられ、老齢のため致仕した。隠退すると、林園に薬草を植え、薬を調合して自適に暮らした。天宝8載（749年）、死去した。享年は八十数歳。開府儀同三司の位を追贈された。

## 子女
- 蕭華
- 蕭衡（太僕寺卿、駙馬都尉）[6]

## 伝記資料
- 『旧唐書』巻99 列伝第49
- 『新唐書』巻101 列伝第26